# Harlem Gnohéré
Harlem-Eddy Gnohéré dit « Bison » (né le 21 février 1988) est un footballeur français jouant au poste d'attaquant.

## Biographie
Il est le demi-frère du footballeur professionnel Joris Gnagnon et le frère de l'ex footballeur ivoirien Arthur Gnohéré.
Formé à l'ES Troyes AC, cet attaquant émigre très jeune en Suisse. Après trois saisons dans des clubs de moindre réputation, il arrive en Belgique en 2010 où il se révèle sous la vareuse du Royal Excelsior Virton en Division 3 belge.
Transféré vers le R. Charleroi SC, il termine meilleur buteur du championnat de Division 2 (18 buts) en 2012 et contribue grandement à la remontée des Zèbres en Jupiler League.
Après cinq années en Roumanie, il fait son retour en Belgique où il s'engage avec le Royal Excel Mouscron.Le 24 octobre 2023 , il dispute ses premières minutes avec le FC Flénu en D3 ACFF en Belgique.

## Palmarès
- Royal Charleroi Sporting Club
  - Championnat de Belgique D2 :
    - Champion : 2012

- Dinamo Bucarest
  - Coupe de Roumanie :
    - Finaliste : 2016

- Steaua Bucarest
  - Championnat de Roumanie :
    - Vice-champion : 2017 et 2018